# Air Seychelles
Air Seychelles is de nationale luchtvaartmaatschappij van de Seychellen. Het bedrijf heeft als thuisbasis Seychelles International Airport, vlak bij de stad Victoria, de hoofdstad van de Seychellen.

## Geschiedenis
Air Seychelles werd opgericht op 15 september 1977. In eerste instantie werden alleen binnenlandse vluchten uitgevoerd. Vanaf 1983 is het bedrijf internationale vluchten gaan uitvoeren.
Begin 2012 kocht Etihad Airways een aandelenbelang van 40% in de onderneming. Etihad betaalde hiervoor 20 miljoen dollar en de overheid investeerde een even groot bedrag in de kleine luchtvaartmaatschappij. Etihad verstrekte ook een lening van 25 miljoen dollar om het routenetwerk te versterken.

## Vloot
Air Seychelles beschikt over:
- 2 DHC-6 Twin Otter-300 series
- 4 DHC-6 twin otter-400 series
- 1 Airbus A330-200
- 2 Airbus A320-200